# Liste der Monuments historiques in Vanzac
Die Liste der Monuments historiques in Vanzac führt die Monuments historiques in der französischen Gemeinde Vanzac auf.

## Liste der Objekte
Zum Verständnis siehe: Kirchenausstattung
| Bezeichnung                       | Beschreibung                                                                        | Standort                           | Kennzeichnung | Schutzstatus | Datum | Bild |
| --------------------------------- | ----------------------------------------------------------------------------------- | ---------------------------------- | ------------- | ------------ | ----- | ---- |
| Wandverkleidung                   | Holz, 19. Jahrhundert                                                               | in der Kirche Ste-Quitterie (Lage) | PM17002063    | Inscrit      | 2004  |      |
| Chorschranke                      | Holz, 19. Jahrhundert                                                               | in der Kirche Ste-Quitterie (Lage) | PM17002062    | Inscrit      | 2004  |      |
| Prozessionsfahne Sainte Quitterie | Stoff mit Goldstickerei, 19. Jahrhundert                                            | in der Kirche Ste-Quitterie (Lage) | PM17002064    | Inscrit      | 2004  |      |
| Tabernakel                        | Holz, farbig gefasst und vergoldet, 18. Jahrhundert                                 | in der Kirche Ste-Quitterie (Lage) | PM17000554    | Classé       | 1980  |      |
| Kanzel                            | Holz und Stein, vermutlich aus dem 18. Jahrhundert                                  | in der Kirche Ste-Quitterie (Lage) | PM17000908    | Inscrit      | 1976  |      |
| Liturgische Gewänder              | Kasel, Stola, Manipel, Kelchvelum und Bursa; Seide und Silberfaden, 19. Jahrhundert | in der Kirche Ste-Quitterie (Lage) | PM17001649    | Inscrit      | 1989  |      |